# Флашинг (Мичиген)
Флашинг (Мичиген) (енгл. Flushing) град је у америчкој савезној држави Мичиген. По попису становништва из 2010. у њему је живело 8.389 становника.

## Демографија
Према попису становништва из 2010. у граду је живело 8.389 становника, што је 41 (0,5%) становника више него 2000. године.
| Група             | 2000.         | 2010.         |
| Белци             | 8.016 (96,0%) | 7.813 (93,1%) |
| Афроамериканци    | 53 (0,6%)     | 198 (2,4%)    |
| Азијати           | 33 (0,4%)     | 37 (0,4%)     |
| Хиспаноамериканци | 134 (1,6%)    | 181 (2,2%)    |
| Укупно            | 8.348         | 8.389         |